# Alligator Bioscience
Alligator Bioscience AB är svenskt börsnoterat läkemedelsbolag i Lund. Verkställande direktör är sedan 2021 Søren Bregenholt.
Alligator Bioscience AB är ett forskningsbaserat bioteknikföretag som utvecklar antikroppsbaserade läkemedel för behandling av cancer. Bolaget är specialiserat på utveckling av läkemedel som har en immunaktiverande effekt på tumören.
Alligator är verksam i de tidiga faserna av läkemedelsutvecklingen, såsom identifiering av angreppspunkter för läkemedel och framtagning av nya läkemedelskandidater och utvärdering av dessa.